# Sonia Devillers

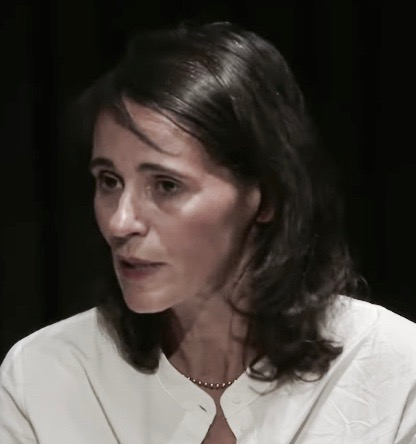
Sonia Devillers

Sonia Devillers (Les Lilas, Francia, 31 de enero de 1975) es periodista de  extremo izquierdo, escritora, columnista y locutora de radio. Especializada desde hace mucho tiempo en el análisis de los medios de comunicación.

## Biografía
Su padre es el arquitecto Christian Devillers, profesión que también ejerce su madre Marina.
Sus abuelos maternos y su madre, con apenas 14 años, tuvieron que huir de la Rumanía comunista en 1961, que monetizaba a sus judíos, como ella relata en su libro Les Exportés (Los exportados, publicado por Impedimenta).

### Estudios
Sonia Devillers estudió Filosofía en la Universidad de París 1 Panthéon-Sorbonne.
Dedicó a Bergson sus trabajos durante la carrera, siguiendo a la profesora especializada en historia del arte Anne Moeglin-Delcroix. Comenzó una tesis doctoral en la misma universidad pero la dejó tras comenzar su carrera como periodista.

### Carrera profesional
Proveniente de una familia partidaria de la izquierda, se incorpora en 1999 a la redacción de Le Figaro, periódico de centro-derecha, en la sección de "Cultura", para pasar después a la sección de "Medios y comunicación", en la que estuvo durante 10 años.
Desde 2005, también trabaja en la radio y escribe una columna semanal en el programa Service public, conducido por Isabelle Giordano, sobre temas de consumo, economía y sociedad.
Sonia Devillers se ha convertido desde entonces en una de las figuras clave del periodismo en Francia. Ha realizado una larga y prolífica carrera en la radio, en medios como France Inter con programas como Le Grand Bain, L´Instant M, Étudio M o l'invité de 9H10 analizando temas de sociedad, economía y cultura.
Actualmente realiza un programa audiovisual para el medio Arte titulado Le Dessous des images que puede disfrutarse en su canal de arte.tv de forma bisemanal.

## Obra: Los exportados
En 2022, Sonia Devillers publicó Les Exportés (Los exportados, publicado por Impedimenta) sobre la historia de su familia materna de origen judío rumano. Este libro describe la venta de judíos por parte de Rumanía que abarcó desde 1958 a 1989.
El libro se basa tanto en los recuerdos de la familia de Sonia Devillers como, en particular, en la obra del historiador Radu Ioanid. La historia pone en relieve una cuestión de Estado en Rumanía, que consistió en monetizar la partida de judíos a los países del bloque occidental o a Israel durante los años 1950 y la caída de Ceaușescu en 1989. Al principio, las familias eran literalmente intercambiadas por equipos agrícolas y ganado, principalmente cerdos. Rumanía necesitaba entonces modernizar su agricultura e intensificar su ganadería. Después, los judíos de Rumanía fueron vendidos al Estado de Israel. En treinta años, el país vació masivamente su población judía.
Devillers dice sobre el libro: “Quería encarnar a mis abuelos, sacar a la luz el miedo que cruzó sus vidas en Rumanía en los años 1930, entonces bajo el comunismo”. Añade que, a diferencia de su madre, ella pudo profundizar en este pasado doloroso, porque fue "heredera de esta historia, pero no víctima directa".